# Ангольская котловина
Анго́льская котлови́на — подводная котловина на востоке южной части Атлантического океана, между материковым склоном Африки, Южно-Атлантическим хребтом и его отрогом — Китовым хребтом.
Котловина является мезозойским прогибом океанического ложа. Глубины в ней изменяются от 4000 до 6000 м; максимальная глубина достигает 6050 м. Осадочные породы дна — глобигериновый ил и красная глина.